# Euphyia cineraria
Euphyia cineraria är en fjärilsart som beskrevs av Butler 1878. Euphyia cineraria ingår i släktet Euphyia och familjen mätare. Inga underarter finns listade i Catalogue of Life.